# Luiz Mauricio da Silva
Luiz Mauricio da Silva (* 17. Januar 2000 in Juiz de Fora) ist ein brasilianischer Leichtathlet, der sich auf den Speerwurf spezialisiert hat und in dieser Disziplin 2022 bei den Südamerikaspielen siegte. Zudem ist er aktuell Inhaber des Südamerikarekordes.

## Sportliche Laufbahn
Erste Erfahrungen bei internationalen Meisterschaften sammelte Luiz Mauricio da Silva im Jahr 2018, als er bei den U20-Weltmeisterschaften in Tampere mit einer Weite von 60,74 m in der Speerwurfqualifikation ausschied. Im Jahr darauf siegte er dann mit 71,17 m bei den U20-Südamerikameisterschaften in Cali im Speerwurf und belegte im Diskuswurf mit 53,76 m den vierten Platz. Anschließend gewann er bei den Panamerikanischen-U20-Meisterschaften in San José mit 74,51 m die Silbermedaille im Speerwurf. 2021 wurde er dann bei den Südamerikameisterschaften in Guayaquil mit 70,74 m Fünfter und siegte im Oktober mit 70,73 m bei den U23-Südamerikameisterschaften ebendort, ehe er bei den erstmals ausgetragenen Panamerikanischen Juniorenspielen in Cali mit 71,35 m die Silbermedaille hinter seinem Landsmann Pedro Henrique Rodrigues gewann. Im Jahr darauf gewann er bei den Ibero-Amerikanischen Meisterschaften in La Nucia mit 80,41 m die Bronzemedaille hinter dem Portugiesen Leandro Ramos und seinem Landsmann Pedro Henrique Rodrigues. Anfang Oktober siegte er dann bei den U23-Südamerikameisterschaften im heimischen Cascavel mit neuem Meisterschaftsrekord von 78,92 m und kurz darauf siegte er mit 76,90 m bei den Südamerikaspielen in Asunción.
2023 gewann er bei den Südamerikameisterschaften in São Paulo mit 77,17 m die Bronzemedaille hinter seinem Landsmann Pedro Henrique Rodrigues und Billy Julio aus Kolumbien und anschließend schied er bei den Weltmeisterschaften in Budapest mit 77,70 m in der Qualifikationsrunde aus. Im November wurde er dann bei den Panamerikanischen Spielen in Santiago de Chile mit 68,26 m Neunter. Im Jahr darauf gewann er bei den Ibero-Amerikanischen Meisterschaften in Cuiabá mit 82,02 min die Bronzemedaille hinter seinem Landsmann Rodrigues und dem Portugiesen Leandro Ramos. Im August nahm er an den Olympischen Sommerspielen in Paris teil und stellte dort in der Vorrunde mit 85,91 m einen neuen Südamerikarekord auf und löste damit seinen Landsmann Pedro Henrique Rodrigues als Rekordhalter ab. Im Finale gelangte er dann mit 80,67 m auf Rang elf.
In den Jahren 2020, 2021 und 2024 wurde da Silva brasilianischer Meister im Speerwurf.